# Мірзоян Манук-бей
Манук-бей Мірзоян (вірм. Մանուկ-բեկ Միրզոյան; 1769, Рущук, Болгарія — 20 липня (2 липня) 1817, Хинчешти, Бесарабська область) — державний діяч Османської імперії і Російської імперії вірменського походження.

## Біография
Манук Мірзоян служив при дворі османського султана на посаді драгомана (дипломатичного перекладача), а потім настільки успішно очолював фінансове відомство Османської імперії, що отримав приставку "бий» до імені Манук. В 1804—1808 рр. побудував палац у Бухаресті, до сих пір залишається значною архітектурною пам'яткою міста.
У 1806 році, після початку російсько-турецької війни 1806-1812 р.р., досягнувши Бухареста, Манук-бей оселився в ньому надовго. У другій половині того ж року він почав будівництво готелю, яке було завершено в 1808 році. У той час архітектура була досить інноваційної, так як Манук-бей хотів, щоб його будинок-готель не виглядала, як фортеця вісімнадцятого століття. До кінця вісімнадцятого століття земля належала Королівському суду. Манук-бей (один із найбагатших людей того часу) придбав і інші маєтки у Валахії.
Надання Манук-бея титулу князя Молдови не відбулося через те, що Принц Скарлат Каллімакі Молдавії (Каллі) 23. квітня 1807 р не зміг зійти на трон, так як в країні знаходилися російські війська. У той же час Великий візир Мустафа Паша викликав Манук-бея в Константинополь. Манук-бей брав активну участь в підготовці Бухарестського мирного договору 1812 року підписаного в його палаці. Після цього був звинувачений османською стороною в зраді й залишився жити в тій частині Бессарабії, яка відійшла до Російської імперії.
ДВІР Манук-готелі бея в 1841 р
У 1815 році на короткий час Манук-бей переїхав в Сібіу, а пізніше разом з сім'єю в Кишинів (Бессарабія) +300000 де за «золотих леїв» в області Хинчешти він купив нерухомість. Пізніше його син побудував особняк із зимовим садом і критим басейном і багато підземних виходів.
Помер Манук-бей при нез'ясованих обставинах 20 червня 1817 роки після прогулянки на коні. Манук-бей був похований на подвір'ї Вірменської церкви в Кишиневі. У нього залишилися молода вдова Марія і шестеро дітей.
За радянських часів в катакомбах між трьома церквами були розграбовані скульптури, які вказували напрямки по лабіринтах підземель, де, за переказами, Манук-бей ховав свої багатства.
В садибі Манук-бея в місті Хинчешти в 1970-х роках був відкритий Музей історії та краєзнавства.